# نانسي ريد
نانسي ريد هي إحصائية ورياضياتية كندية، ولدت في 17 سبتمبر 1952 في كندا.